# Конвейер смерти
«Конвейер смерти» (другое название «Товар площадей») — драма 1933 года режиссёра Ивана Пырьева.

## Сюжет
Экономический кризис в вымышленной капиталистической стране. Три подруги лишаются работы и перед каждой из них простирается нелёгкий путь: рушатся мечты Луизы о счастливой жизни со своим женихом, рабочим-комсомольцем Диком. Отчаяние овладевает капризной, избалованной Элли. В погоне за лёгкой жизнью она идет на панель. Только коммунистка Анна стойко переносит лишения, поглощённая революционной борьбой в рядах «Красного фронта».

## В ролях
- Ада Войцик — Луиза
- Вероника Полонская — Элеонора
- Тамара Макарова — Анна
- Владимир Шаховской — Дик
- Михаил Болдуман — Курт
- Пётр Савин — Кристи, почтальон
- Владимир Чернявский — Август Крон
- Иван Бобров — Макс
- Михаил Астангов — князь Сумбатов
- Александр Чистяков — Кашевский
- Николай Хрящиков — немецкий комсомолец
- Иван Гузиков — безработный
- Татьяна Барышева — эпизод
- Василий Бокарев — эпизод
- Иван Переверзев — эпизод
- Максим Штраух — эпизод

## Работа над фильмом
Оригинальный сценарий Михаила Ромма назывался «Товар площадей» и под таким названием фильм был запущен в производство в 1932 году. Оригинальный сюжет рассказывал о судьбе трёх девушек в годы мирового кризиса в Германии (Веймарская республика). Фильм был закончен в конце 1932 года, однако был отправлен «на полку» киночиновниками, которые посчитали его слишком длинным, невнятным и плохо показывающим борьбу с фашизмом.
Пока фильм «дорабатывали», к власти в Германии пришли нацисты, из-за чего из сюжета были убраны все упоминания о названии страны места действия. Премьера фильма состоялась 7 ноября 1933 года. Успехом у зрителя фильм не пользовался.